# A Vida Alheia
A Vida Alheia é uma série de televisão brasileira produzida pela TV Globo e exibida de 8 de abril e 26 de agosto de 2010, em um total de 10 episódios.
Criada e roteirizada por Miguel Falabella, com colaboração de Antonia Pellegrino, Flávio Marinho e Carlos Lombardi, a série conta com a direção de Marco Rodrigo, Cininha de Paula e o próprio Miguel Falabella, direção geral de Cininha de Paula e núcleo de Roberto Talma. Com o slogan "A vida alheia é mais interessante que a sua" a série trata do cotidiano da redação de uma revista semanal dedicada a cobrir a vida das celebridades, inspirada nos tablóides sensacionalistas americanos e ingleses. A série foi reprisada no Canal Viva a partir de 3 de setembro de 2015.
Contou com Cláudia Jimenez, Danielle Winits, Paulo Vilhena, Marília Pêra, Guilherme Trajano, Raoni Carneiro, Carlos Gregório e Karin Roepke nos papéis principais.

## Produção
Durante um jantar, incomodados com a presença de um paparazzo, o autor Miguel Falabella e a atriz Cláudia Jimenez começaram a esboçar um programa que mostraria os bastidores de uma revista dedicada a cobrir a vida de celebridades, mas não de forma perjorativa ou tendenciosa, e sim homenageando a imprensa tratando tão-somente "das indagações, das angústias, da voracidade de uma revista semanal".
Durante o lançamento da produção, Falabella declarou que a série teria por objetivo tratar de relações pessoais, mas não necessariamente de forma cômica, negando o rótulo "série de humor".

## Enredo
O seriado narra a rotina dos profissionais que trabalham em revista dedicada ao universo das celebridades, com cada episódio mostrando os bastidores da composição de uma edição da revistas

## Elenco
| Ator               | Personagem       |
| ------------------ | ---------------- |
| Cláudia Jimenez    | Alberta Peçanha  |
| Danielle Winits    | Manuela Amora    |
| Paulo Vilhena      | Lírio            |
| Marília Pêra       | Catarina Faissol |
| Guilherme Trajano  | Tom              |
| Raoni Carneiro     | João             |
| Carlos Gregório    | Júlio Faissol    |
| Karin Roepke       | Olívia           |
| Sylvia Massari     | Solange          |
| Edgar Bustamante   | Chico            |
| Sandro Christopher | Dr. Duran        |
| Kim Kamberlly      | Paula Peçanha    |

### Participações especiais
| Ator             | Personagem      |
| ---------------- | --------------- |
| Igor Rickli      | Amadeu          |
| Isabeli Fontana  | Veronica Moyana |
| Juliana Knust    | Fúlvia Lara     |
| Carlo Porto      | Tadeu Bertini   |
| Chica Xavier     | Eurídice        |
| Lana Guelero     | Jaula           |
| Tayana Dantas    | Alana           |
| Luciana Rigueira | Meire           |
| Ernesto Xavier   | Guilherme       |
| Karina Marthin   | Leila           |
| Luciano Borges   | Pardal          |

## Repercussão
Patrícia Kogut, do jornal O Globo mostrou-se surpreendida pelo tom da série, dizendo que "o seriado não possui a leveza das comédias que ele já fez na televisão. O humor mais ferino e pesado, quase vizinho de uma certa amargura, lembra mais alguns trabalhos seus no teatro, como Sereias da Zona Sul", o que teria permitido ao ator Paulo Vilhena compor um personagem, em sua opinião, diferente de todos aqueles que já teria interpretado.
Após a estreia do programa, as suspeitas de que atrairia controvérsias por mostrar "o lado sórdido do jornalismo" foram levantadas, inclusive pelos próprios telespectadores. A colunista Fabíola Reipert mostrou-se indignada com a forma como os jornalistas eram retratados na série, como pessoas capazes de inventar citações, quando na verdade, os jornalistas brasileiros se pautariam pela ética, deixando de revelar situações comprometodoras sobre muitas celebridades, e o roteiro de Falabella estaria desmerecendo o trabalho de todos esses profissionais. O jornalista Ale Rocha, do site Yahoo!, não compartilharia da indignação de Reipert, discordando e opinando que Falabella estaria apenas mostrando "uma realidade que não está presente em todas as redações, mas que nem por isso é inexistente", em especial quanto ao desfecho do primeiro episódio.